# 安田久
安田 久（やすだ ひさし、1962年7月15日 - ）は、日本の実業家。
秋田県男鹿市出身。血液型O型。

## 来歴
秋田の田舎の、貧乏な家庭で育つ。秋田県立秋田南高等学校出身。3浪まで大学受験するが不合格で、大学入りを断念。
アルバイトから飲食店一筋の仕事人生を始め、上京後、イタリアントマト、BBAインターナショナルに勤務。
1997年に独立、株式会社エイチワイジャパンを設立し社長に就任。1998年1月、刑務所風のレストラン「監獄レストラン アルカトラズ」を開店させる。その後も、「リゾート風レストラン SAYANG」「遊郭レストラン SAGA」など、独創的なエンターテインメントレストランを出店する。
2002年から、日本テレビ『マネーの虎』に、「虎」として出演。番組で共演した加藤和也が社長を務めるひばりプロダクションとは、2003年12月にコラボレーション店舗「ひばりかふぇ」をオープンさせる。
その後、エンターテインメント型レストランから方向転換。「47都道府県47ブランド47地方活性化」を理念にしたプロジェクトを開始し、東京・銀座を中心に郷土料理店を展開。第1弾として2004年3月に開店させたのは、自身の出身地・秋田県をテーマにした「なまはげ」だった。
2006年4月、株式公開を目指し、株式会社エイチワイシステムを設立。
2010年に開店させた、徳島県をテーマにした「阿波おどり」が評価され、2011年、「外食アワード2010」を受賞。
2011年6月、株式会社エイチワイシステムが破産。
2002年に再婚した元モデルの妻との間に1男1女を授かるも、2019年12月に離婚。

### 略歴
- 1962年 - 秋田県男鹿市で生誕。
- 1977年 - 秋田県立秋田南高等学校に入学。
- 1980年 - ファミールでアルバイト。
- 1983年 - イタリアントマトに入社。
- 1991年 - BBAインターナショナルに入社。
- 1997年 - 株式会社エイチワイジャパンを設立。
- 2004年 - 株式会社なまはげを設立。
- 2006年4月 - 株式会社エイチワイシステムを設立
- 2017年4月 - 株式会社外食虎塾設立
- 2018年3月 - 株式会社ボヌールM&A

### 役職
役職名まで判明している分のみ記載。
- 株式会社エイチワイシステム 代表取締役社長
- 株式会社外食サポート CEO
- 株式会社外食虎塾代表取締役社長
- 株式会社ボヌール代表取締役社長

## 人物
趣味は、ウェイクボード、サーフィン、ゴルフ、サッカー観戦。
幼少時代は貧乏な田舎暮らしだったが、上京して事業を成功させてからは「東京は港区以外に住むつもりはない」と豪語したこともある。設立してきた複数の会社の本社所在地も、東京都港区である。

## 著書
- 一攫千金―なにをやってもサイテーな男の成功術（2004年10月発行、講談社）ISBN 978-4062126595